# Batán (métro de Madrid)
Batán est une station de la ligne 10 du métro de Madrid. Elle est située sur le passage de la Venta del Batán, dans le district de Moncloa-Aravaca, à Madrid.

## Situation sur le réseau
Établie en surface, la station Batán est située sur la ligne 10 du métro de Madrid, entre Lago et Casa de Campo.

## Histoire
La station ouvre au service commercial le 4 février 1961, à l'occasion de l'inauguration du Suburbano, un train de banlieue opéré directement par l'État espagnol qui deviendra la ligne 10 vingt ans plus tard. En 2002, la station est modernisée afin d'accueillir des trains de gabarit plus large, occasionnant la destruction du quai central et ne laissant que les deux quais latéraux, qui sont élargis.

## À proximité
La station dessert le parc public du Casa de Campo.